# Okno nad Tomanową
Okno nad Tomanową – jaskinia, a właściwie schronisko, w Dolinie Kościeliskiej w Tatrach Zachodnich. Ma dwa otwory wejściowe położone w zboczu Rzędów Tomanowych opadającym do Doliny Tomanowej, powyżej Kazalnicy, w pobliżu jaskiń: Grota w Rzędach, Szczelina przy Tomanowym Okapie, Tomanowy Okap i Rzędowa Szczelina, na wysokości 1952 metrów n.p.m. Jaskinia jest pozioma, a jej długość wynosi 4,5 metrów.

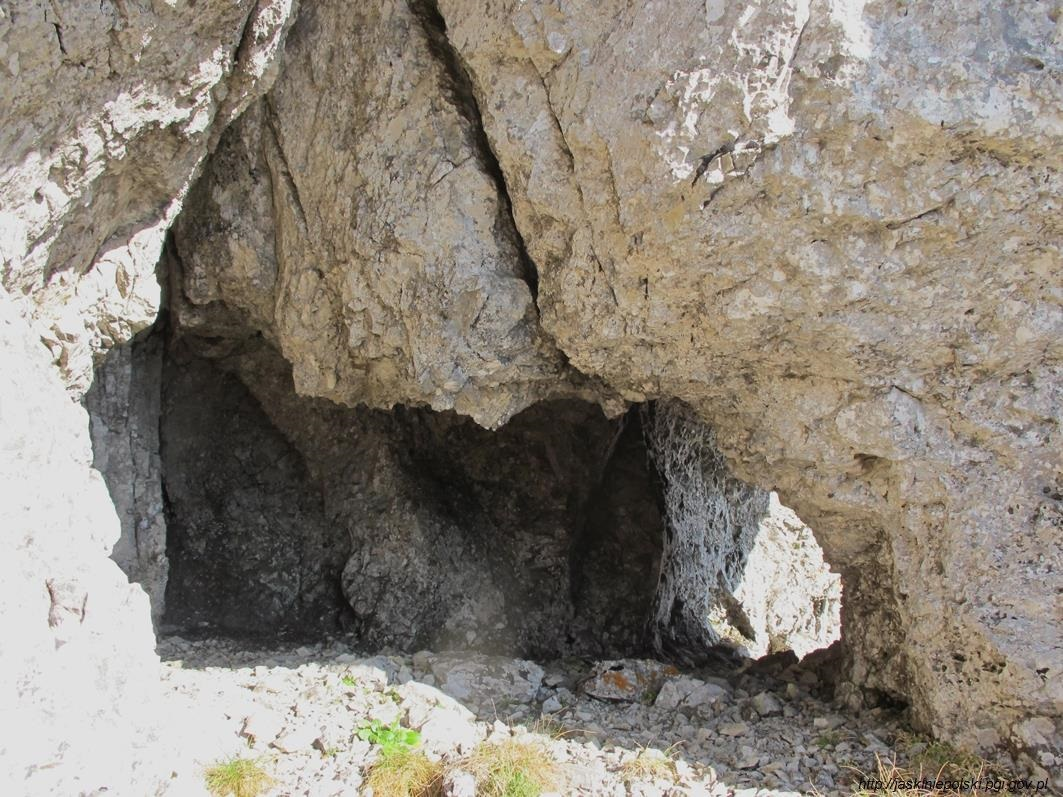
Jeden z otworów jaskini

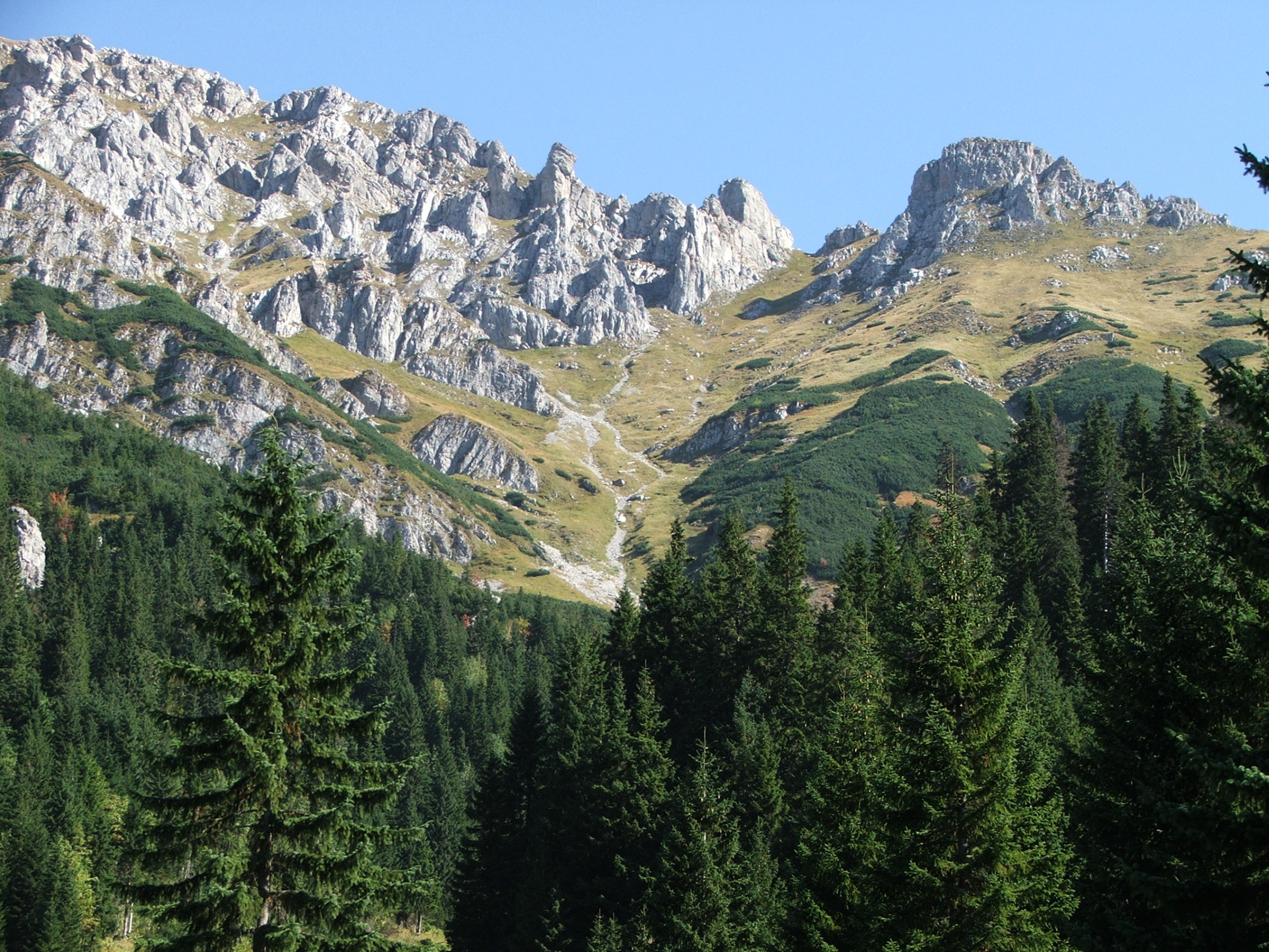
Rzędy Tomanowe

## Opis jaskini
Jaskinię stanowi poziomy, zakręcający pod kątem prostym korytarz łączący dwa otwory wejściowe. Jeden otwór ma kształt trójkąta, drugi jest owalny.

## Przyroda
W jaskini brak jest nacieków. Ściany są suche, przy otworach wejściowych rosną porosty i glony.

## Historia odkryć
Jaskinia była prawdopodobnie znana od dawna. Pierwszy jej plan i opis sporządził J. Nowak w czerwcu 2008 roku.